# Świat Seriali
Świat Seriali – dwutygodnik poświęcony serialom telewizyjnym.
Obejmuje: przewodnik po serialach, streszczenia ostatnich odcinków oraz zapowiedzi kolejnych, przybliżenie postaci serialowych, reportaże z planu filmowego, program seriali.